# Плажа Валданос
Плажа Валданос налази се у истоименој ували, 5 км северозападно од Улциња. Некада је била је главна лука и склониште за бродове улцињских гусара. Налази се између два рта, Мавријана и Мендре, чије се литице стрмо спуштају у море. У залеђу плаже налази се резерват столетних маслина - „Маслинада”. Плажа је прекривена крупним облуцима шљунка, на обали и у води, и у благом полулуку увучена у копно. У непосредној близини налази се туристичко насеље од бунгалова, као и угоститељски објекти распоређени у маслињаку. Плажа је дуга 600 м, а на њеним рубовима је стјеновити део, омиљен међу риболовцима, рониоцима и истраживачима морских дубина. Море је чисто и тамнозелене боје. У ували дувају ветрови погодни за једрење.
Плажа је 1968. године заштићена као Споменик природе III категорије.

## Локација
Залив Валданос налази се око 5 км северозападно од Улциња.Лежи између два рта, Мавријан и Мендре.
Од обале мора до самог града, увала Валданос дуга је 5 километара. до ње се од Улциња може доћи и морем и копном. Ободом увале пролази колски пут, који је са једне стране повезан са магистралним путем Улцињ-Бар, а са друге са градским улицама. У југоисточном делу увале постоји мањи пристаниште за чамце, јахте и једрилице.
Северозападно од Валданоса, у правцу према Бару, протежу се увале Круте, Стари Улцињ и Кручи. Изградњом магистралног пута Улцињ—Бар, уз обалу залива изграђена су насеља кућа и викендица. Плаже у њима су уске, шљунковите и стеновите.

## Изглед плаже
Валданос је дубока увала облика потковице, заштићена од јаких удара северних и јужних ветрова, па не чуди што се у старим списима може наћи податак да је некада служила као заклон гусарским бродовима. Залив је са свих страна окружен макијом, боровом шумом и маслињацима. На рту Мендре налази се и најстарији светионик на Црногорском приморју.
Плажа је дуга око 600 метара и широка 20 метара. Иако стрме литице ртова Мавријан и Мендре стрмо спуштају у море, увала је идеална и за мање искусне пливаче. Плажа је шљунковита, састављена од облутака пречника 1-20 см, а вода је изузетно бистра. Убраја у „дивље” плаже. Налази далеко од туристичких зона и није опремљена лежаљкама и сунцобранима. Поред плаже налазе се ресторан, спортски терени, а на самој плажи мањи кафић.
Дивља лепота увале привлачи риболовце који пецају са стена и љубитеље роњења који могу да уживају у подводном свету на овој плажи, али и љубитељи археологије, ботанике, хајкери, кампери и многи други.

## Историја
На простору увале Валданос постоје остаци прастарих урбаних насеобина, али досада није било никаквих археолошких истраживања. Поред саме обале налазе се остаци мање цркве, за коју мештани верују да су је саградили стари Грци. Ипак, историја Валданоса може се пратити тек од периода средњег века, када је била главна лука улцињских гусара и место многих морских битака. Мештани тврде да се на морском дну у близини Валданоса могу наћи олупине старогрчких и римских бродова, али и једне подморнице. У дну увале, а по средини жала, некада се налазио карантин. Да би се градско становништво заштитило од болести којима су се посаде бродова током пловидби могле заразити, при упловљавању у Улцињ бродови су морали претходно одређено време провести у карантину. Године 1833. забележено је да је један улцињски брод типа бригантин допловио заражен из Александрије у Валданос и по наредби Улцињске лучке капетаније у карантину остао 40 дана.

### Узурпација плаже и увале у 20. веку
Током 20. века становници Валданоса два пута су били принуђени да напусте своја имања. Први пут 1949. године, када је влада желела да успостави пољопривредни програм, а други пут 1978. када је Савезни секретаријат за националну одбрану Југославије ту земљу тражио у војне сврхе. Под притиском јавности војска је одустала од изградње базе, али су породице ипак расељене, уз надокнаду за земљу и свако стабло маслине. Дана 17. јануара 1978, за потребе војне базе, мјештанима је експропријацијом одузето више од 94 хиљаде квадрата земљишта и 18 хиљада стабала маслина старих по 500 па и више година. Власницима је за квадрат земљишта плаћано 1,5 долара а за корен маслине 60 долара. Експерти су касније утврдили да је цена квадрата у Валданосу тада била 44 еура а стабла маслине 417,5 еура. Међутим, тада свемоћној Југословенској народној армији успротивило се само 16, од укупно око 200 породица чија је имовина експроприсана. Они су одбили накнаду и тужили државу. Након судских поступака добили су накнаду за одузето земљиште око три пута већу од понуђене.
Године 1980. одлучено је да се на Валданосу изгради војно одмаралиште отвореног типа. Направљени су планови за комплекс који је обухватао две ексклузивне приватне виле, 29 дуплекса, камп са камп-приколицама, монтажне куће на околним брдима, са погледом на залив Валданос и базен. У оквиру комплекса постојао је и супермаркет, посластичарница и ресторан. Из ресторана је спирално степениште водило директно на плажу. Одмаралиште је отворено 1983. године.
Почетком деведесетих, када су избили немири у Југославији, Југословенска морнарица није имала луку у којој би усидрила своју флоту. Године 1993. преузела контролу над Валданосом, са намером да се реализује претходни план из 1978. и да се летовалиште претвори у војну базу, али Врховни суд није одобрио овај пројекат.

### Покушаји узурпације увале у 21. веку
Распадом Југославије и Југословенске народне армије, хрватски и словеначки посетиоци престали су да долазе и до 2007. летовалиште је било на рубу банкрота. Зато су власти у Црној Гори 2008. расписале јавни конкурс за 30-годишњи закуп бившег одмаралишта. Иако је првобитно интересовање било велико, а своје понуде доставили, између осталих, руски милијардер Роман Абрамович и породица Ротшилд, на лицитацији је победила британска компанија Cubus Lux. Међутим, породице које су изгубиле имовину у експропријацијама из 1949. и 1978. године, 2010. су поднеле жалбе Врховном суду, са захтевом да им се изврши повраћај земље, јер влада никада није користила Валданос за првобитну намену војне базе. Године 2011. Валданос је отворен за јавност.
Године 2011. постојала је идеја да се у ували Валданос инвеститорима омогући изградња чврстих објеката, због чега би се морала обавити пресадња великог броја столетних маслина. Овој идеји су се супротставиле улцињске организације за заштиту природе. Група улцињских невладиних организација и независних интелектуалаца захтевала је од Владе и Скупштине Црне Горе да не дозволе склапање уговора који сматрају штетним за стварне власнике земље и маслињака у Валданосу. Група локалних невладиних организација и појединаца се обратила и Европској комисији у Стразбуру.
Данас је цео комплекс са околином запуштен и обрастао бујном вегетацијом, међу којом се могу видети остаци некадашњег ексклузивног летовалишта, сада на ивици пропасти.

## Споменик природе
Плажа Валданос је 1968. године заштићена као Споменик природе III категорије. Цела увала представља јединствени и највећи комплекс под маслином у Црној Гори са око 80.000 стабала. Овај маслињак је највећи живи споменик за узгој маслина на Јадрану и има око 18.000 маслина просечне старости од око 800 година. Иако црногорски закон о маслинарству из 1992. године ставља маслине под посебну заштиту државе, оне се уништавају због занемаривања, чиме се угрожава природно и културно наслеђе које чини ово подручје јединственим. Године 2018. навршило се 40 година од експропријације готово 18.000 стабала маслина у Валданосу. У Удружењу за повраћај Маслинаде кажу да се за четири деценије небриге и запуштености осушило око 1.300 стабала, најмање 4.500 стабала потребно је регенерисати, а осталих 12.000 је неопходно ригорозно подмладити резидбом. Исте године, у великом пожару који се проширио све до обале, горело је на десетине стабала маслина. Многе невладине организације годинама се боре за заштиту Валданоса и залажу се за то да се цела увала стави под заштиту државе.
Немачки еколог Мартин Шнајдер-Јакоби (Martin Schneider-Jacoby, 1956-2012) предложио је изградњу пешачког пута који води од Валданоса до старог града Калаја. Мартин Шнајдер-Јакоби био је посвећени биолог и орнитолог, који је задњих десет година свог живота посветио истраживању и заштити Улцињске солане. У Улцињу је, у спомен на овог научника и заљубљеника у природне лепоте региона и Улциња, у мају 2016. године основано удружење „Др Мартин Шнајдер-Јакоби”, чија је мисија подизање свести о природним знаменитостима у Улцињу.

## Природне лепоте увале Валданос и туристички потенцијали
Биљни свет увале Валданос чине маслињаци, шуме чесмине (Quercus ilex), храст прнар (Quercus coccifera) и друго зимзелено и листопадно дрвеће. У маслињацима се налази и 11 природних извора питке воде.
На падини брежуљка Мендре налази се пећина, окапина, Везирова брада у којој се може видети праисторијски споменик пећинског сликарства, јединствен на улцињској обали. Испред улаза у увалу Валданос, у подножју кречњачког брежуљка Мавријан (Радоч) настала је, под утицајем деловања морских таласа, пећина Вучја јама (алб. Shpella e ujkut), изнад које се уздиже стрма стена Вилина греда, а уз обод залива су и два извора: Борова чесма и Вилино врело (алб. Kroni i zanave). У непосредној близини пећине Везирова брада, у близини светионика на Мендри, је и Голубиња пећина.
У близини капије некадашњег војног одмаралишта Валданос, у маслињацима, налази се комплекс бунгалова „Олив Гарден Валданос” (Olive Garden Valdanos).
Између Валданоса и увале Мале плаже крије се велики број мањих затона са природним шљунковитим и стеновитим плажама и увалама, међу којима су Старо-Улцињска плажа (алб. Ada e Kruçit), Џемилина плажа (алб. Lugu Xhemiles), Црногорско гувно, Плажа Башбуљук (алб. Bashbylyk) и Плажа Велика (алб. Reimet). Једна од најпознатијих је и лековита Женска плажа. Лековита својства воде откривена су у 20. веку. Богата је водоник-сулфидом, који засићује воду сумпорним једињењем и заједно са јодом позитивно делује на женску репродуктивну функцију. Одмах иза Старог града налази се залив Лиман испред кога је хрид Велики и Мали камен. Залив је насељен, а са балкона и тераса кућа под маслинама пружа се импресиван поглед на Стари град и пучину.

### Ретке врсте
У водама Валданоса живе ендемичне ливаде морске цветнице морске траве Posidonia oceanica, познате и као вога или лажина. То је врста која живи само у Средоземном мору. Ливаде посидоније подручја су највеће биолошке разноликости Средоземног мора.

## Маслињак
У залеђу плаже Валданос налазе се засади на којима расте око 80.000 стабала маслина. Са овим бројем стабала улцињски маслињаци други су по величини у Црној Гори, после барских. Јединствена је по томе што се њен највећи дио, око 75%, налази у једном комплексу. Нека од стабала су, према речима мештана, стара и до 2.000 година и донесена су из Старе Грчке. Просечна старост стабала је око 300 година, а процењује се да је њих око 18.000 старо око 800 година. Чувено улцињско уље, у амфорама и земљаним ћуповима, било је трговачка роба равна злату. Стизало је до Трста, Венеције, Рима, Каира, као и до Скадра, Скопља, Дукље, Раса, Призрена и других градова на копну. За време „бербе”, односно сакупљања маслина, у маслињацима се орила песма сакупљачица, ту су се склапала познанства и љубави, а то је била и прилика да се види будућа млада. По предању, момак се није могао оженити док не засади бар једну маслину. Маслина је и многим уметницима била инспирација.
Осим у Поречу (Истра) у Улцињу се налази једина плантажа стоних маслина у бившој Југославији. Подигнута је упоредо са плантажом мандарина јапанске сорте „уншио”. У њеној непосредној близини саграђена је, такође једина у бившој Југославији, фабрика за конзервирање стоних маслина.
Маслињаци и борова шума данас представљају „плућа” града, па се за Улцињ каже да има климу маслине. Домаће маслиново уље, цеђено из маслина у валданоском засаду, може се купити од мештана, на многим штандовима поред пута. Лагане је текстуре и благо воћног укуса. Осим улја, на овим штандовима може се купити сапун од маслиновог уља.

## Занимљивости
Године 2016, док је био у редовном мониторингу обале, из рибарске мреже у акваторијуму Валданоса Улцињанин Хајрудин Шата ослободио је наводно 500 килограма тешку морску корњачу и тако је спаси сигурне смрти. Овај подвиг је још значајнији јер се ради о једној од најугроженијих и највећих врста морских корњача на свету, џиновској кожастој корњачи (Dermochelys coriacea), која врло ретко залази у Јадранско море. Цео подухват је и поред професионалне опреме, трајао два сата јер је корњача, иако видно исцрпљена, била јако узнемирена.